# Печать Орегона
Большая Печать Орего́на (англ. Great Seal of the State of Oregon) — один из официальных символов американского штата Орегон, США. Была принята в 1859 году.

## История
Первый герб у Орегона появился в период правления Временного правительства (1843—1849). На круглом гербе был изображён лосось с тремя снопами зерна. Лосось символизировал рыбную промышленность, зерно — сельское хозяйство.
С приходом губернатора Джозефа Лейна в 1849 году правительство приняло новый герб. В центре было изображено парусное судно (символизируя торговлю), выше располагался бобёр (символ торговли мехом, которой издавна славился Орегон). Слева от корабля стоял индеец, справа — орёл. Над бобром начертан девиз на латыни: «Alis Volat Propriis» (лат. «Летит она на крыльях»).
В 1857 году в столице штата Сейлеме был проведён Конституционный Конвент, где делегаты, составлявшие конституцию нового штата, приняли новый герб. Конвентом для разработки нового герба были назначены Бенджамин Ф. Бёрч, Лафайетт Гровер и Джеймс К. Келли. Наконец, победил вариант от Харви Гордона, впоследствии было добавлено изображение лося. 14 февраля 1859 Орегон стал 33-м штатом США.

## Описание
Описание дизайна и порядка использования герба содержится в Конституции штата и Пересмотренном Уставе ORS 186.020.
В соответствии с ORS 186.020, герб состоит из незамкнутого кольца с текстом вверху «State of Oregon» (англ. «Штат Орегон») и датой вступления  — «1859» — внизу. Внутри кольца расположен американский орёл на вершине щита. На щите изображены горы, лось, фургон и Тихий океан. В океане изображён отходящий британский военный корабль и прибывающий американский пароход, символизирующие конец британского правления в штате Орегон. Лось на гербе говорит о богатстве штата крупным рогатым скотом. Внизу показаны пук зерна, плуг и кирки, символизирующие аграрный сектор и животноводство. Над ними расположена надпись «The Union» (англ. «Союз»). Тридцать три звезды, окружающие щит, обозначают число штатов в США на момент вступления Орегона в Союз в 1859 году.